# Сведелиус, Нильс
Нильс Эберхард Сведелиус (швед. Nils Svedelius; 5 августа 1873, Стокгольм — 2 августа 1960, Уппсала) — шведский учёный-ботаник, специалист по морским водорослям, педагог, профессор. Доктор наук (1901). Член Лондонского королевского и Эдинбургского королевского обществ.

## Биография
Сын судьи Верховного суда. С юного возраста проявлял большой интерес к ботанике. В 1891 г. поступил в Уппсальский университет, ученик Франса Рейнгольда Челльмана. Сведелиус выбрал в качестве темы своей докторской диссертации водорослевую флору южного Балтийского побережья Швеции, уделив особое внимание их морфологическим и экологическим реакциям на снижение солёности.
После защиты докторской диссертации «Исследования морских водорослей Балтийского моря» в 1901 году начал читать лекции в университете. Выиграв стипендию, в 1902—1903 годах Сведелиус посетил тропики, проводя большую часть своего времени на Цейлоне, где есть большой коралловый риф, где учёный исследовал морские водоросли, их таксономию, экологию и распространение, размножение красных водорослей (Florideae).
В 1914 г. был назначен профессором ботаники. Исследовал выяснение различных жизненных циклов морских водорослей, в частности, красные водоросли (Florideae) и их эволюционное значение.
Хотя на протяжении всей жизни Сведелиус сохранял интерес к водорослям Балтийского моря, внёс фундаментальный вклад в совершенно другую область — психологию.
Всю оставшуюся жизнь (последняя его работа была написана в 1955 г.) учёный продолжал изучать дополнительные виды, обнаруживая новые осложнения и модификации жизненных циклов, пытаясь проследить их филогенетические связи. Все его публикации были исчерпывающими, подробными, точными и обильно иллюстрированными его собственными поучительными и прекрасными рисунками.
Похоронен на Старом кладбище Уппсалы.